# Bulbophyllum hans-meyeri
Bulbophyllum hans-meyeri är en orkidéart som beskrevs av Jeffrey James Wood. Bulbophyllum hans-meyeri ingår i släktet Bulbophyllum och familjen orkidéer.
Artens utbredningsområde är Papua Nya Guinea. Inga underarter finns listade i Catalogue of Life.